# Hans Kallenbach (Pädagoge)
Hans Kallenbach (* 24. Dezember 1907 in Offenbach am Main; † 5. September 1981 in Frankfurt am Main) war ein deutscher Pädagoge, Philologe und Akademiedirektor. Er war von 1945 bis 1972 Direktor der Evangelischen Akademie in Hessen und Nassau.

## Leben und Tätigkeit
Kallenbach war ein Sohn von Adolf Kallenbach.
Nach dem Schulbesuch studierte Kallenbach in Frankfurt am Main und Gießen Germanistik, Geschichte, Kunstgeschichte, Religionswissenschaft, Volkskunde und Philosophie. 1931 promovierte er zum Dr. phil.
Von 1930 bis 1936 war Kallenbach im höheren Schuldienst in Hessen beschäftigt. Anschließend war er von 1936 bis 1945 Dozent für Deutsche Sprache, Methodik des Deutschunterrichts und Sprechkunde an der preußischen Hochschule für Lehrerbildung, ab 1941 Lehrerinnenbildungsanstalt in Hirschberg im Riesengebirge. Am 25. September 1937 beantragte er die Aufnahme in die NSDAP und wurde rückwirkend zum 1. Mai desselben Jahres aufgenommen (Mitgliedsnummer 4.746.483). Er arbeitete im Referat für mündliche Sprachpflege im Hauptreferat Volkstum des Kultur- und Rundfunkamtes der Reichsjugendführung der NSDAP.
Von 1945 bis 1972 war Kallenbach Gründer und Direktor der Evangelischen Akademie in Hessen und Nassau (Akademie Arnoldshain). Er war u. a. Mitbegründer der Evangelischen Filmakademie und Gesellschaft für christlich-jüdische Zusammenarbeit und ein Mitarbeiter von Kirchentagspräsident Reinold von Thadden-Trieglaff.

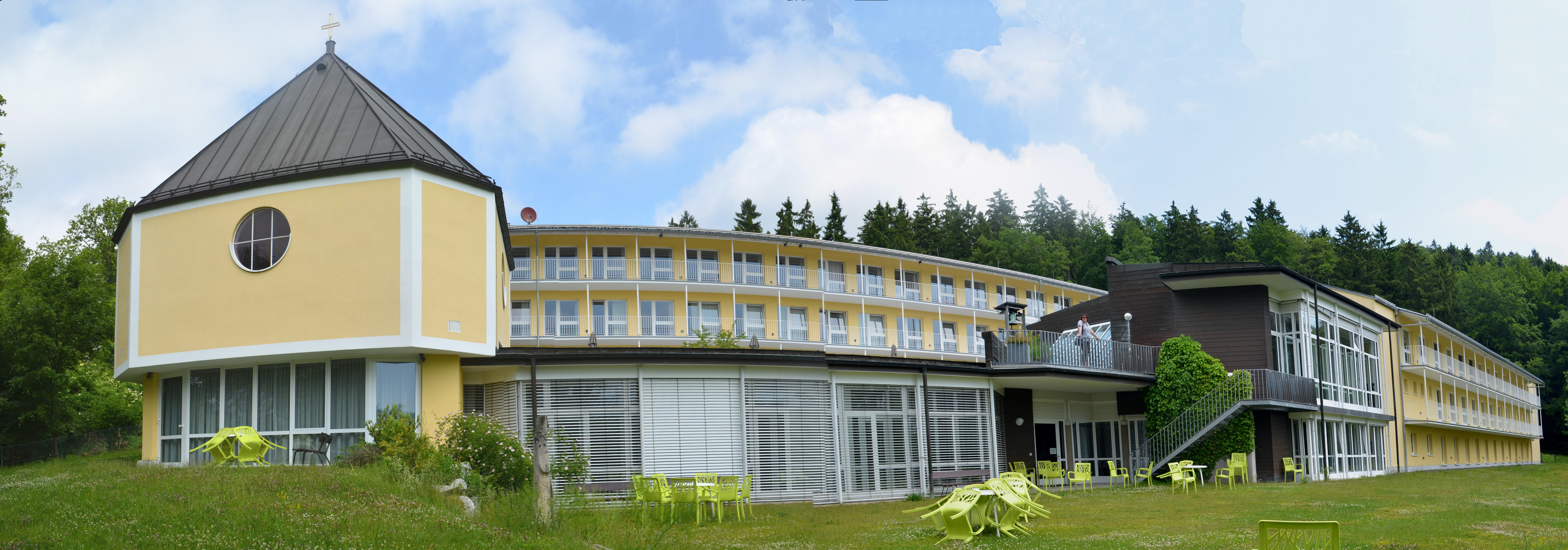
Evangelische Akademie Arnoldshain

1970 erhielt Kallenbach die Theologische Ehrendoktorwürde der Universität Mainz.
Kallenbach war verheiratet mit Käte Heise, mit der er vier Kinder hatte.

## Schriften
- Georg Forsters Frische teutsche Liedlein (= Gießener Beiträge zur Philologie Nr. 29). Gießen 1931, Reprint Amsterdam 1968
- mit Erwin Wißmann: Gemeinsame Erziehung der Geschlechter an Gymnasien, Frankfurt am Main 1963